# Song Kang
Song Kang (hangul: 송강; nascido em 23 de abril de 1994) é um ator sul-coreano. É conhecido por seus papeis em Love Alarm, Sweet Home, My Demon e Navillera.

## Carreira

### 2017–18: O começo
Song fez sua estreia como ator com um papel coadjuvante na série de televisão de comédia romântica de 2017, The Liar and His Lover. No mesmo ano, ele foi escalado para o drama familiar Man in the Kitchen. Ele também apareceu em dois videoclipes: "Sweet Summer Night" da dupla acústica The Ade e "Love Story" de Suran. Em 8 de julho de 2017, sua agência Namoo Actors organizou um encontro de fãs - "Introdução aos Rookies" para Song juntamente com Oh Seung-hoon e Lee Yoo-jin.
Song apresentou o programa musical da SBS Inkigayo de fevereiro a outubro de 2018 junto com Mingyu, do Seventeen e Jung Chae-yeon, do DIA. Ele também se juntou ao elenco fixo no programa de variedades Village Survival, the Eight [en]. Pelos dois trabalhos, ele foi indicado para o "Rookie Award" no SBS Entertainment Awards de 2018. Em julho de 2018, Song marcou sua estreia na tela grande com o filme de fantasia Beautiful Vampire.

### 2019–presente
Em 2019, Song interpretou o papel coadjuvante do assistente de Jung Kyung-ho no melodrama de fantasia da tvN When the Devil Calls Your Name. Em seguida, ele estrelou a série romântica original da Netflix, Love Alarm, baseada no popular webtoon de mesmo nome. Song foi escalado para seu primeiro papel principal por meio de audições de 900 pessoas; ele interpretou o papel de um estudante de segundo grau que se apaixona por uma garota (Kim So-hyun) que era a paixão secreta de seu melhor amigo. Love Alarm foi classificado como um dos principais lançamentos do ano da Netflix e foi renovado para uma segunda temporada. Sua última aparição naquele ano foi no videoclipe "Call Me Back" do Vibe.
Song foi levado ao estrelato em 2020, quando estrelou o terror apocalíptico Sweet Home (TV Series) original da Netflix, baseado no webtoon de mesmo nome. Ele foi testado para o elenco por recomendação do diretor de Love Alarm ao diretor de Sweet Home, Lee Eung-bok. Seu papel era Cha Hyun-su, um colegial suicida que, junto com um grupo de outros moradores de apartamento, tenta sobreviver a um apocalipse de "monstrificação". As respostas críticas da série foram misturadas, mas reuniram um amplo público internacional. Um mês após o lançamento da série, a Variety revelou que ela foi vista por 22 milhões de lares membros da Netflix.
Song estrelou a segunda temporada de Love Alarm e na série da tvN Navillera em 2021,  e em 2023 estrelou a série Meu Demônio Favorito.

## Filmografia

### Filmes
| Ano  | Título            | Papel        | Ref(s) |
| ---- | ----------------- | ------------ | ------ |
| 2018 | Beautiful Vampire | Lee So-nyeon | [ 10 ] |

### Séries de televisão
| Ano     | Título                         | Papel                         | Emissora | Ref(s) |
| ------- | ------------------------------ | ----------------------------- | -------- | ------ |
| 2017    | The Liar and His Lover         | Baek Jin-woo                  | tvN      | [ 2 ]  |
| 2017–18 | Man in the Kitchen             | Kim Woo-joo                   | MBC      | [ 3 ]  |
| 2019    | Touch Your Heart               | Deliveryman (Cameo no Ep. 13) | tvN      | [ 20 ] |
| 2019    | When the Devil Calls Your Name | Luka Aleksević                | tvN      | [ 11 ] |
| 2019–21 | Love Alarm                     | Hwang Sun-oh                  | Netflix  | [ 12 ] |
| 2020    | Sweet Home                     | Cha Hyun-soo                  | Netflix  | [ 16 ] |
| 2021    | Navillera                      | Lee Chae-rok                  | tvN      | [ 19 ] |
| 2021    | I Already Know                 | Park Jae-woon                 | JTBC     | [ 21 ] |

### Shows de variedade
| Ano     | Título                      | Papel                      | Emissora | Ref(s) |
| ------- | --------------------------- | -------------------------- | -------- | ------ |
| 2018    | Inkigayo                    | Apresentados (Ep. 945–979) | SBS      | [ 7 ]  |
| 2018–19 | Village Survival, the Eight | Membro do elenco           | SBS      | [ 8 ]  |